# Ewelina Nurczyńska-Fidelska
Ewelina Maria Nurczyńska-Fidelska (rozená Rupf) (narozena 11. srpna 1938 v Lodži, zemřela 28. dubna 2016) je polská filmová historička, profesorka humanitních věd a autorka řady monografií a studií o polské kinematografii.
V roce 1960 absolvovala Fakultu polské filologie Univerzity v Lodži, následně šest let pracovala jako učitelka polského jazyka na střední škole. V roce 1966 se přestěhovala do Varšavy, kde se stala asistentkou Institutu umění Polské akademie věd ve Varšavě pod vedením prof. Jerzyho Toeplitze a poté prof. Aleksandera Jackiewicze. V roce 1969 se vrátila do Lodže a začala pracovat na katedře filmových znalostí na univerzitě v Lodži. V roce 1975 získala na Slezské univerzitě v Katovicích titul doktora humanitních věd a v roce 1989 na Univerzitě ve Vratislavi doktorský titul.
Od 80. let byla profesorkou humanitních věd, přednášela filmovou historii a teorii na univerzitě v Lodži. Je také autorkou monografií, dizertací, skic a esejů o polském filmu a několika knih o filmové výchově. V roce 2010 získala cenu Polského filmového institutu v kategorii filmový kritik za rok 2010.

## Členství
- Výbor pro vědy o umění Polské akademie věd
- Polská společnost pro vědecký film
- Lodžská vědecká společnost
- Asociace polských filmařů
- Polská společnost pro výzkum filmu a médií

## Publikace

### Monografie
- Andrzej Munk (Wydawnictwo Literackie, Kraków 1982)
- Polská literární klasika podle Andrzeje Wajdy (Wydawnictwo Śląsk, Katowice 1998)
- Čas a clona. O Filipu Bajonovi a jeho tvorbě (Nakladatelství Rabid, Krakov 2003)

### Filmová výchova
- Filmová výchova na pozadí literární kultury (Wydawnictwo Unywerzytetu Lodzskiego, Lodž 1989)
- Film ve školní humanistické výchově (Wydawnictwo Naukowe PWN, Varšava−Lodž 1993)